# Беспорядки в Хемнице

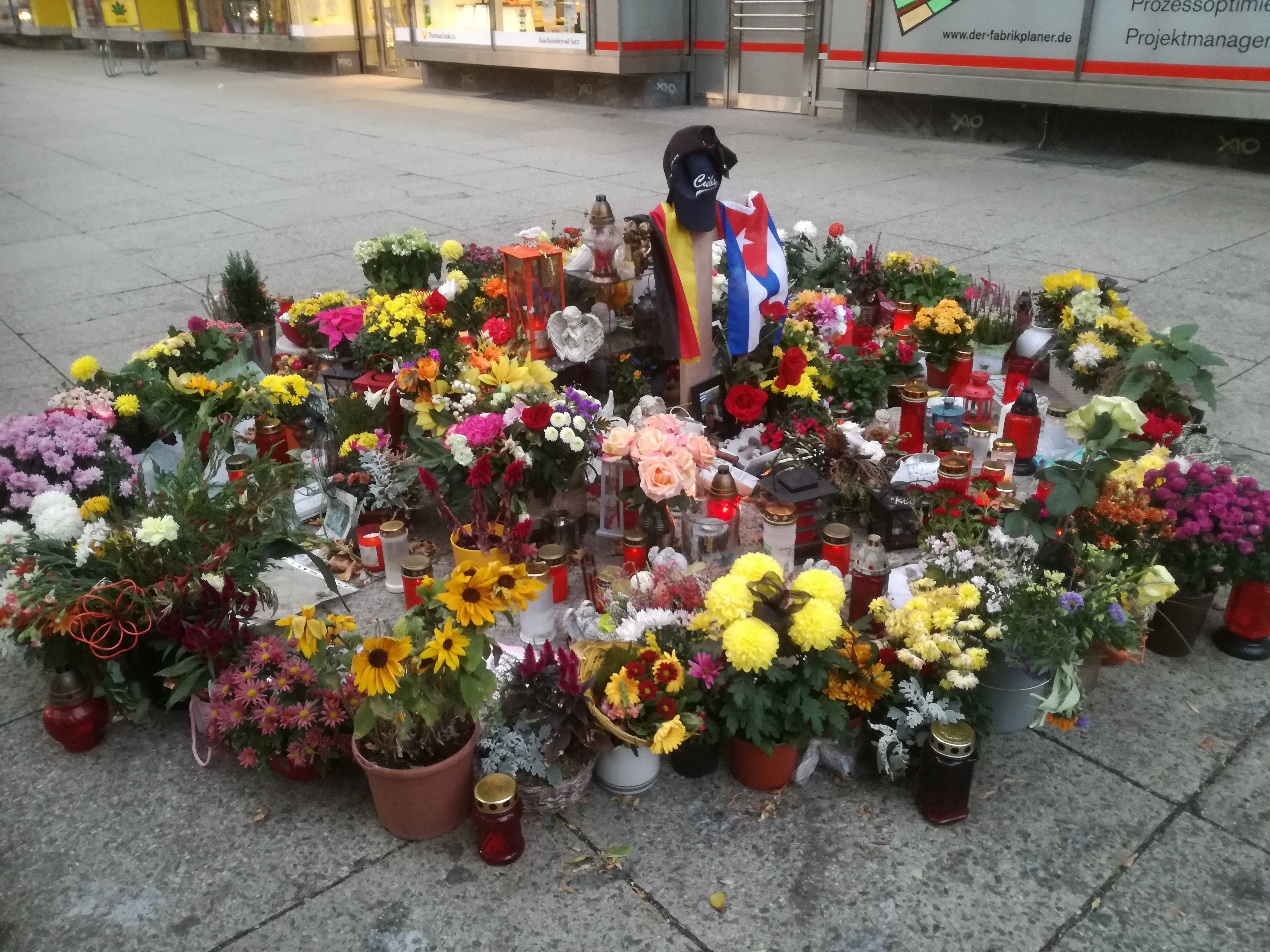
Стихийный мемориал на месте убийства Даниэля Хиллига.

Беспорядки в Хемнице (нем. Ausschreitungen in Chemnitz 2018) — выступления ультраправых, возмущение граждан и протесты левых активистов в саксонском городе Хемниц в Германии, начавшиеся 26 августа 2018 года после убийства гражданина ФРГ — предположительно беженцами — и приведшие к ожесточённой дискуссии в немецких СМИ и социальных сетях и политическому кризису в Германии.

## Предыстория
26 августа 2018 года, около 3 часов ночи, после празднования дня города в Хемнице произошла драка, в которой приняли участие до 10 человек. В результате от ножевых ранений скончался 35-летний мужчина, ещё двое в возрасте 33 и 38 лет пострадали. Погибшим оказался немецкий кубинец Даниэль Хиллиг. В убийстве подозреваются двое беженцев из Сирии и Ирака, один из которых уже стоял на учёте в полиции и должен был быть депортирован.

## Митинги и протесты
В день убийства состоялось два спонтанных митинга. Один был организован на месте убийства правоконсервативной партией «Альтернатива для Германии», на него пришло около 100 человек. Второй — футбольными фанатами из клуба «Kaotic Chemnitz». От 800 до 1000 человек сначала митинговали на месте, после чего пошли в центр города. Они не обращали внимания на полицию и скандировали ксенофобские лозунги. По словам очевидцев, демонстранты начали кидаться бутылками в полицейских и агрессивно вести себя по отношению к людям, которых они посчитали беженцами. В несанкционированном митинге приняли участие не только футбольные фанаты и неонацисты, но и обычные граждане, возмущенные тем, что полиция не обеспечивает порядок в городе.
На следующий день 27 августа подозреваемые в убийстве были арестованы. На месте происшествия собираются уже 6000 человек, некоторые из которых скандируют «Wir sind das Volk» («Мы народ» — политический лозунг, используемый участниками немецкого правопопулистского движения ПЕГИДА), показывают нацистское приветствие и нападают на журналистов. В то же время на улицы вышло более тысячи человек, выступающих против ультраправых. Полиции с трудом удалось разделить митингующих, в результате столкновений в общей сложности 20 человек получили ранения.
Протесты продолжались и в последующие дни, но уже в меньшем масштабе.

## Травля на улицах Хемница

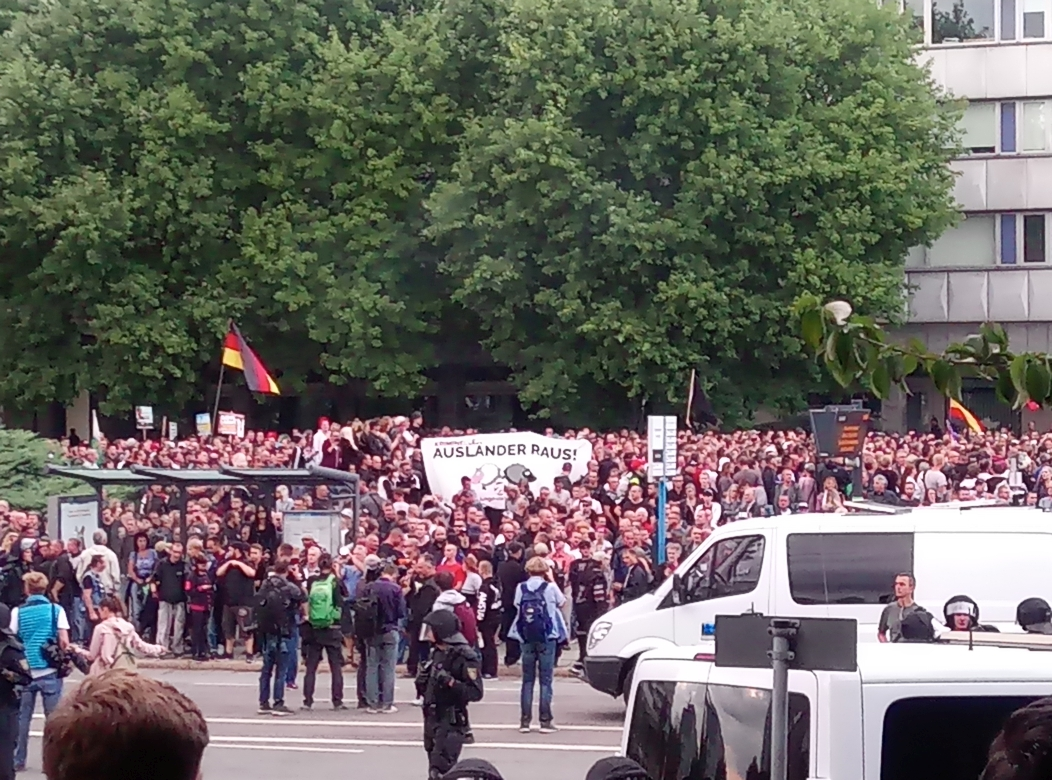
Протест в Хемнице 27 августа 2018 года.

26 августа пользователь Твиттера «Antifa Zeckenbiss» опубликовал видео, на котором группа агрессивно настроенных мужчин приближается к молодому человеку в джинсах, который выглядит как иностранец, и выкрикивают: «Пошел вон!», «Черномазый», «никакого Добро Пожаловать!» («Добро Пожаловать» — девиз немецких граждан, выступающих за прием беженцев). Автор твита назвал происходящее травлей.
Видео получило широкую огласку в социальных сетях и СМИ, а также комментарии со стороны официальных лиц. Реакция была неоднозначной: одни критиковали, другие писали, что это — подделка. Оно дало толчок полемике о происходящем в Хемнице «травля» иностранцев или преувеличение и дезинформация? Неизвестно, кто автор этого видео. Вертикальный формат, отрывистые движения и качество изображения говорят о том, что оно было снято на мобильный телефон. «Antifa Zeckenbiss» не является создателем: учётная запись регулярно публикует видеоролики из разных мест.
Генеральный прокурор Дрездена Вольфганг Кляйн заявил: «У нас нет доказательств того, что видео подделка». Полиция начала расследование инцидента.

## Заявления официальных лиц и последствия
Канцлер Ангела Меркель считает, что её правительство добилось многого в миграционном вопросе, что доказала поддержка населения после трагедии в Хемнице. Однако глава правительства признала, что ситуация в стране напряженная. Она вскользь упомянула и видео, заявив: «Мы видели видеокадры, на которых запечатлены травля, ненависть на улицах. Это не имеет ничего общего с нашим правовым государством».
Глава саксонского правительства Михаэль Кречмер раскритиковал использование трагедии со стороны правых экстремистов, однако подчеркнул, в ответ на вышеупомянутое видео, что в городе не было ни толпы, ни погромов, ни травли, что расходится с официальной позицией его партии ХДС, которую возглавляет Ангела Меркель.
Широкую огласку в СМИ получило высказывание федерального министра внутренних дел Хорста Зеехофера, который назвал миграцию «матерью всех проблем». Он добавил, что протесты людей понятны, и это не повод вешать на них ярлык нацистов. Также Зеехофер считает, что политики не должны делать резких осуждающих заявлений, не имея полной и достоверной информации о происходящем.
Самым обсуждаемым заявлением, имевшем серьёзные последствия для страны и политической стабильности в правительстве Германии, стали слова главы Федерального ведомства по охране конституции Ханса-Георга Маасена (ХДС). На вопросы журналистов о неоднозначном видео с «травлей», он ответил, что это «направленная дезинформация» и что нет никакой информации о «травле» со стороны ультраправых.
После этого заявления начался политический скандал: и оппозиционные партии в Бундестаге, и партнеры ХДС по Большой коалиции — члены партии СДПГ — потребовали отставки Маасена за его, якобы, неполиткорректное высказывание. В результате компромисса в правящей коалиции он был смещен с занимаемого им поста на должность помощника Зеехофера, который его, тем временем, активно защищал.

## Полемика в СМИ
Газета Der Spiegel, придерживающаяся центристских взглядов, с самого начала освещала трагедию в Хемнице в нейтральных тонах, за исключением гостевых колонок. В статьях нет однозначного ответа на вопрос, что происходило на улицах Хемница: «травля» или нет. Издание дает сдержанную, в ряде случаев, проправительственную аналитику и описание происходящего.
Другая центристская газета Frankfurter Allgemeine Zeitung писала о том, что «травля» всё-таки была, но как со стороны «левых», так и «правых»: в целом вся ситуация в Хемнице оценивается как кризис.
Der Freitag, издание левого толка, довольно категорично отзывается в своих статьях о ультраправых демонстрантах, называя их «ублюдками». Для авторов газеты спор о том, была ли «травля», не главное: события в Хемнице — это беспорядки и агрессия со стороны ультраправых, и не важно, как это можно назвать.
Правоконсервативная газета Junge Freiheit публикует статьи, в которых критикует использование официальными лицами понятия «травля», кроме того, пишет о людях, которые придерживаются аналогичных взглядов, и поддерживает Маасена и Зеехофера, подчёркивая, что увольнение первого стало результатом не неполиткорректности, а того, что его заявление противоречило мнению федерального правительства и Меркель, в частности.